# Corinium
Corinium je rimski grad na području današnjeg Karina.
Geostrateški prostor antičkog Corinium, današnjeg Karina, na području sjeverodalmatinske krševite bukovačke zaravni pruža neposredan izlaz na znamenito Karinsko more. U rimsko doba Karin postaje centar peregrinske (liburnske) zajednice, koja je stekla samosvojni stupanj civiteta i status rimske municipalno konstituirane općine od vremena vladavine cara Augusta (27.pr. Kr.- 14.). Smatra se da je antički Corinium ubiciran na području gradine Miodrag, koju opisuje znameniti putopisac Alberto Fortis na svom proputovanju kroz Dalmaciju u drugoj polovici 18. stoljeća. Na datom području trebala bi se na temelju spomenutog opisa po svoj vjerojatnosti nalaziti građevina amfiteatra namijenjena za priređivanje krvavih gladijatorskih igara omiljenih u rimskom svijetu. Rekognosciranjem dotičnog područja, znameniti hrvatski arheolozi, don Frane Bulić i Šime Ljubić, naznačuju postojanje građevine rimskog amfiteatra. Međutim, zasad još uvijek nemamo arheološki potvrđenih arhitektonskih ostataka rimskog amfiteatra.  